# Michail Iovčuk
Michail Trifonovič Iovčuk (rusky Михаил Трифонович Иовчук; 6. listopadujul./ 19. listopadu 1908greg., Brestská oblast Běloruska – 9. ledna 1990 Moskva) byl sovětský marxisticko-leninský filosof a politik, zástupce Aleksandrovovy skupiny v sovětské filozofii, člen korespondent Akademie věd SSSR (od 4. prosince 1946 roku), nositel řady sovětských vyznamenání.

## Životopis
Iovčuk byl od roku 1926 členem VKS(b). Vystudoval filozofii na Akademii komunistické výchovy (1931). Následovala aspirantura a kandidátská disertace věnovaná sociálně politickým názorům Bělinského. V letech 1936 až 1939 vedl katedru dialektického materialismu a marxismu-leninismu na Moskevské Vysoké škole chemicko-technologické a na Moskevské zemědělské akademii. V roce 1943 založil na Filosofické fakultě Moskevské univerzity katedru dějin ruské filozofie. Iovčuk během své kariéry vyučoval filosofii na mnoha vysokých školách Sovětského svazu (například na Běloruské státní univerzitě aj.), přednášková činnost se mu však nelíbila. Byl také zvolen poslancem Nejvyššího sovětu SSSR 2. svolání, a v roce 1970 se stal rektorem Akademie společenských věd při Ústředním výboru KSSS. Do tohoto roku zastával prof. Iovčuk funkci šéfredaktora časopisu „Filosofické vědy“ (rusky Философские науки). V posledních letech svého života působil ve Filosofickém ústavu AV SSSR.

## Dílo
- Stručné dějiny filosofie. Příprava vydání Michail Jovčuk (doslov k českému vydání); překlad z rus. orig. [Kratkij očerk istorii filosofii]; Za red. M.T. Jovčuka, T.I. Ojzermana, I.J. Ščipanova (zprac. kol.). 1. vyd. Praha: Státní nakladatelství politické literatury, 1963. 867 s. Kapitolu XXII a XXIII autoři pro české vydání přepracovali a doplnili.
- Leninismus a filosofické problémy současnosti. Překlad z ruského originálu Leninizm i filosofskije problemy sovremennosti, vydaného nakladatelstvím Izdatělstvo „Mysl“, Moskva, 1970: Jaroslav Javůrek; Vedoucí autorského kolektivu: M.T. Jovčuk. Praha: Svoboda, 1972. 663 s. Náklad 4000 výt..